# مارسيل دينيس (منافس ألعاب قوى)
مارسيل دينيس (بالفرنسية: Marcel Denis)‏ هو منافس ألعاب قوى فرنسي، (و. 1896 – 1953 م).

## وصلات خارجية
- مارسيل دينيس على موقع أوليمبيديا (الإنجليزية)